# إيفرت لوندكويست
إيفرت إرنست إرلاند أولوف لوندكويست (17 يوليو 1904- 4 نوفمبر 1994) كان رسامًا سويديًا وفنان رسومات. وُلد في ستوكهولم، وهو ابن موظف السكك الحديدية إرنست لوندكويست وأولغا يوجينيا ماريا تشارلوتا لوندكويست (وُلدت باسم بيورك). كان لوندكويست، من طرف عائلة أمه، من أقرباء المغنية الشهيرة يوهانا ماريا «جيني» ليند والرسام أوسكار بيورك. كان أصغر ثلاثة أولاد، إذ وُلد أخوه إدفارد في 1898 وأخته إلسا في 1902. كان منزل عائلته في ستوكهولم في 9 تينجيرغاتان. وُصفت حياته المبكرة بأنها من الطبقة الوسطى، لائقة وهادئة.
تعرض لوندكويست لوعكات صحية ونوبات اكتئاب سببت تأخير تعليمه. غالبًا ما تفاقم اكتئابه بسبب شهور الخريف الطويلة والمظلمة في السويد. عانى لوندكويست من مشاعر «الكآبة» مبكرًا منذ عام 1920. بحلول عام 1929، كان قد دخل مصحة على جزيرة ليدينغو ليتعافى. صار الاكتئاب المتكرر، ولا سيما في خلال فصل الخريف، حدثًا متكررًا في حياة لوندكويست. كانت هذه المحن الشخصية غير معروفة عمومًا للجمهور، فقد ابتدع لوندكويست رواية عامة قدمته بأسلوب يفضله. أدت رغبته في ستر وإخفاء الجوانب غير السارة وغير المنضبطة من حياته إلى اقتراحات بوجود توازيات/ نتائج طبيعية في أعماله الفنية.
عاش وعمل في سالتسيو دوفناس، في ضواحي ستوكهولم. في أربعينيات وخمسينيات القرن الماضي هناك، انضم لوندكويست إلى جانب زوجته وزميله الفنان إبا ريوتيركرونا، إلى الفنانين رولاند كيمب وستافان هولستروم في العيش معًا في منزل عائلة أولي نايمان في سالتسيو دوفناس. بدأت هذه المجموعة من الفنانين تعرف باسم «مجموعة سالتسيو دوفناس». كانت المجموعة سائبة إلى حد ما ولم تتبع أي أيديولوجية محددة أو فرضية فلسفية. لكنهم رغم ذلك، كانوا مركزين على استكشاف الطبيعة المادية للرسم، «من منظور صغير، نقطة انطلاقه في شعر الحياة اليومية الريفية».
في الجزء الأول من ثمانينيات القرن الماضي، أدى تدهور تدريجي في بصر لوندكويست إلى تقليل رسمه. استخدم لوندكويست ملصقات كُتب عليها نص كبير جدًا وضعها على أنابيب الطلاء الخاصة به من أجل تسهيل التعرف على الألوان التي تحتويها. ساعد هذا الفنان على استبعاد أي خطأ من أعماله، ما كان ذو أهمية شديدة لأن بصره المحدود أجبره على إنهاء أي لوحة في جلسة واحدة.
في 1984، نشر لوندكويست سيرته الذاتية، من حياة رسام (بالسويدية Ur ett Målarliv). أعادت سيرته الذاتية التأكيد على معظم «روايته» الشخصية التي فضل مشاركتها على العلن.
توفي إيفرت إرنست إرلاند أولوف لوندكويست في 4 نوفمبر 1994 في ستوكهولم.

## تعلُمه/ تعليمه في الفنون
تذكر لوندكويست إبداعه أول لوحة في سن الرابعة عشرة في 1918. كانت اللوحة رجلًا ذا شعر أحمر ابتكره مستخدمًا دهانات الخزف الخاصة بوالدته. درس لوندكويست بصفة طالب خاص لدرجة البكالوريوس وحصل عليها في 1923، ثم شعر بالحرية لمتابعة اهتمامه بالرسم. بدءًا من 15 يناير 1942، بدأ لوندكويست رسميًا تعليمه في مدرسة كارل فيلهلمسون للرسم في ستوكهولم. تذكر لوندكويست السرور الذي شعر به في إدراكه أن مهاراته التقنية تتطور ومفاجأته أيضًا وقتما قدم أستاذه موديلًا عاريًا لفصل الرسم.
التحق بعدئذ لفترة وجيزة بمدرسة إدوارد بيرغرين للرسم. لاحقًا في مايو 1924، سافر لوندكويست إلى ويميرو بفرنسا لدراسة القصارة تحت إشراف جان كوتينيه وليتعلم الفرنسية. (علم كوتينيه بُعيد ذلك أونري كارتييه بريسون بعد أن استسلم والداه، لإحباطهما إزاء أونري بعد رسوبه للمرة الثالثة في امتحانات البكالوريوس، لرغبته بالصيرورة فنانًا). بينما كان في ويميرو، عاش لوندكويست في «لا روش»، وهي فيلا تمتلكها عائلة كوتينيه. في الصيف، رسم أول مشهد في خلال رحلة بالسيارة إلى ليه نيرول بفرنسا. تذكر لوندكويست هذه الفترة جيدًا وادعى أنه بهذه الطريقة اكتسب «الروح الفرنسية» التي شعر أنها لم تغادره قط.
ثم ذهب إلى أكاديمية جوليان المحترمة في باريس، حيث لم ينتبه إلى النوافذ المتسخة والفوضى وحسب، بل لاحظ أيضًا نجاح المدرسة في تعليم الفنانين العالميين المشهورين. عندما درس لوندكويست تحت إشراف باول ألبرت لورنس، كان يرسم من العاشرة صباحًا إلى الرابعة ظهرًا، ويعمل عدة أيام لينتج لوحة تُعتبر «مكتملة». تذكر لوندكويست أيضًا أن الوقت الذي قضاه يجول قاعات متحف اللوفر ويدرس الفنانين المهمين كان ذو قيمة كبيرة في تعليمه الفني.
في مايو 1925، عاد إلى السويد ليعيش في بيرغ، وانغمس في الفلسفة والحضارة الشمالية. بحلول أغسطس، كان قد تسجل في مدرسة بيرغرين للرسم في ما كان ظاهريًا دورة تحضيرية لقبوله في نهاية المطاف في الأكاديمية الملكية السويدية للفنون. في سبتمبر، تسجل في الأكاديمية الملكية السويدية للفنون (1925- 1931) حيث درس مرة ثانية تحت إشراف كارل فيلهلمسون. شعر لوندكويست بعد قبوله في الأكاديمية الملكية السويدية للفنون بأن العالم مفتوح أمامه، وسماها «قمة». أثناء الدراسة لدى فيلهلمسون، نصح طالب آخر لوندكويست الشاب بإيجاد أسلوبه الخاص بدلًا من محاولة تقليد ليوناردو دافنشي. وعندما سمع فيلهلمسون المحادثة، رفض نصيحة الطالب. شعر أنه وفي رحلة لوندكويست إلى إدراك الذات، من الضروري «أن يحب شيئًا أعلى (و) يدرس الأساتذة». أشار لوندكويست إلى أن فيلهلمسون كان أحد الأشخاص القلائل، إن لم يكونوا الوحيدين، الذي آمنوا بقدراته. ومع ذلك، تقدم لوندكويست بطلب وقُبل في قسم الديكور بالمدرسة حيث كان أولي هيورتزبيرغ معلمه. شعر لوندكويست أن هذه «التجربة كانت فاشلة وحملت ثمارًا هزيلة». استشهد «بغطرسته الفنية» سببًا في منعه من إبداع المعارضات الفنية اللازمة له. على الرغم من أنه كان يحصد في بعض الأحيان «ثمارًا هزيلة»، اعتقد لوندكويست أن وقته في الأكاديمية قد قُضي خير قضاء. إلى جانب تعليمه بصفة فنان، تبنت الأكاديمية فترة استراحة مع تأمله وخجله، وحظي بالعديد من الأصدقاء الجيدين. في خلال وقته هناك، مُنح لوندكويست الاسم المستعار «لودي»، وهو اسم استمر أصدقاؤه وزملاؤه الفنانون باستخدامه في حياته.
في 1959، بدأ لوندكويست بتعليم الرسم في مدرسة غيرلسبورغ للفنون الجميلة. في 1960، درس أيضًا في كونستوغسكولان (المعهد الملكي للفنون)، وهو منصب استمر فيه للسنوات العشرة التالية.